# أنطونيو كامبوس (مخرج)
أنطونيو كامبوس (بالبرتغالية: António Campos‏) هو مخرج برتغالي، ولد في 29 مايو 1922 في ليريا في البرتغال، وتوفي في 8 مارس 1999 في فيغيرا دا فوز في البرتغال.

## وصلات خارجية
- أنطونيو كامبوس على موقع IMDb (الإنجليزية)
- أنطونيو كامبوس على موقع قاعدة بيانات الأفلام السويدية (السويدية)
- أنطونيو كامبوس على موقع قاعدة بيانات الفيلم (الإنجليزية)
- أنطونيو كامبوس على موقع كينوبويسك (الروسية)